# Basse-sur-le-Rupt
Basse-sur-le-Rupt è un comune francese di 916 abitanti situato nel dipartimento dei Vosgi nella regione del Grand Est.

## Società

### Evoluzione demografica
Abitanti censiti